# Mercedes-Benz M04
Con la sigla Mercedes-Benz M04 (o Daimler-Benz M04) si intende una piccola famiglia di motori a scoppio prodotti dal 1927 al 1928 dalla Casa automobilistica tedesca Daimler-Benz per il suo marchio automobilistico Mercedes-Benz.

## Caratteristiche
I motori M04 sono stati prodotti in due versioni, una da 3 litri e l'altra da 3.1 litri.

### M04 da 3 litri
La prima versione è stata quella che ha sostituito di fatto il precedente 3 litri M03. Rispetto quest'ultimo sono pochi i cambiamenti, il più evidente dei quali sta in un leggerissimo incremento di cilindrata, passata da 2968 a 2994 cm³. Le prestazioni sono pressoché immutate.

Di seguito sono riportate le sue caratteristiche:
- architettura a 6 cilindri in linea;
- basamento e testata in ghisa;
- alesaggio e corsa: 76x110 mm;
- cilindrata: 2994 cc;
- distribuzione a valvole laterali;
- alimentazione a carburatore;
- potenza massima: 55 CV a 3200 giri/min;
- coppia massima: 140 Nm a 1280 giri/min;
- applicazioni: Mercedes-Benz 12/55 PS Typ 300 (1927-28).

### M04 da 3.1 litri
La versione da 3.1 litri sostituisce quella da 3 litri appena illustrata: anche in questo caso si ha un leggero aumento di cilindrata, ma questa volta sufficiente a far passare il motore ad un livello di cubatura superiore, da 2994 a 3131 cc. In particolare, venne allungata la corsa di 5 mm. Anche in questo caso le prestazioni del motore non hanno subito cambiamenti di sorta.

Questo motore è stato montato sulla Mercedes-Benz 12/55 PS Typ 320 prodotta solo nella seconda metà del 1928.

Alla fine dello stesso anno, il motore M04 da 3.1 litri è stato sostituito dal motore M09 da 3.4 litri.